# Navarrés
Navarrés es un municipio español perteneciente a la provincia de Valencia, en la Comunidad Valenciana, ubicado en la comarca de la Canal de Navarrés. Cuenta con una población de 3055 habitantes (INE 2024). Se trata de un municipio castellanohablante, en el que el castellano cuenta con el predominio lingüístico reconocido legalmente.

## Geografía

Localización en la comarca de la Canal de Navarrés

Navarrés, arropado en el corazón de la comarca, se encuentra situado en las inmediaciones del río Grande. La llamada Ceja del Río Grande es la ladera del río que transcurre por la carretera que lleva el mismo nombre. Este es un recorrido de excepcional belleza que permite apreciar la impresionante masa boscosa de pinares y matorrales aromáticos del citado río.
En el noroeste del término municipal se encuentra la presa de Escalona, que recoge agua del río Escalona, afluente del Júcar, y recipiente natural en el que confluyen las aguas del río Grande, el río Fraile y el Ludey. Cercano a este punto se encuentran varias cuevas de interés turístico por su excelente conservación de estalactitas y estalagmitas: Sima de Tous, Cueva del Barbero entre otras.
Se accede a este pueblo, desde Valencia, a través de la A-7 tomando luego la CV-560.

### Barrios y pedanías
En el término municipal de Navarrés se encuentran también los núcleos de población de Playamonte, Escalona y Selda.

### Localidades limítrofes
El término municipal de Navarrés limita con las localidades de Bolbaite, Chella, Quesa, Sumacárcel y Tous, todas ellas de la provincia de Valencia.

## Historia
En el término de Navarrés abundan yacimientos arqueológicos de casi todas las épocas. Muestra del arte de los antiguos pobladores es el Caballito de La Traviesa, pieza de barro cocido de pequeñas dimensiones.
Se ha constatado presencia de la cultura ibérica bajo la influencia romana. Pero los que dejaron más huellas de su presencia en estas tierras fueron los musulmanes. Navarrés pasó a manos del rey Jaime el Conquistador en 1244, pasó después a Pascual Maçana y finalmente fue adquirido por Jaume Castellà en 1387. Fue señorío de la familia Tolsá, junto con Bolbaite, Chella y Bicorp. En 1560 la baronía pasó a ser dominio de Pedro Galcerán de Borja, maestre de la Orden Militar de Montesa y al mismo tiempo era elevada a marquesado.
Una fecha significativa en la historia de Navarrés fue la expulsión de los moriscos en 1609, ya que en esta fecha el pueblo era íntegramente morisco, habitado por 250 familias de cristianos nuevos, según el censo de Caracena, y la expulsión no se vivió de forma pacífica. El pueblo de Navarrés sufrió un fuerte despoblamiento, situación que el entonces marqués de Navarrés, José de Proxita, intentó subsanar mediante la Carta puebla, firmada el 12 de julio de 1611. Sin embargo, en 1646 solo se habían reocupado 59 casas, y pocas más había en 1713. La recuperación tuvo lugar a lo largo del siglo XVIII, llegando a 1309 habitantes a finales del mismo. El crecimiento posterior fue más lento, ya que en 1877 había 2307 habitantes, mientras que en 1950 se llegó a 2847. A continuación, el éxodo rural le hizo perder parte de sus efectivos, cuestión plenamente revertida en la actualidad.

## Demografía
Navarrés cuenta con una población de 3055 habitantes (INE 2024).
| Gráfica de evolución demográfica de Navarrés entre 1842 y 2021                                                      |
| |
| Población de derecho según los censos de población del INE Población de hecho según los censos de población del INE |

## Economía
En la actualidad se distribuye entre la agricultura y la ganadería (granjas de conejos y porcino). Existe también un gran número de invernaderos de flores. Cuenta con varios almacenes de ajos y una fábrica dedicada al vidrio.
En el pueblo existe una gran variedad de comercios de telas, calzado, bares y restaurantes, peluquerías, panaderías, supermercados, carnicerías y fruterías que dan un aporte económico fundamental.
Otro tipo de empresas de ámbito pyme son las de construcción, reparto y distribución de productos propios, informática, estudio fotográfico, asesorías, etc.
En cuanto a la artesanía, aún se trabaja el esparto, realizando capazos, correas o también embogando sillas. También se hacen caliqueños (puros artesanales) de muy buena calidad. También hay que destacar la excelente calidad artesanal de la pastelería que se desarrolla en este lugar.

## Administración y política
| Periodo   | Nombre                          | Partido                                         |
| --------- | ------------------------------- | ----------------------------------------------- |
| 1979-1983 | Severino Argente Martínez       | Partit Socialista del País Valencià (PSPV-PSOE) |
| 1983-1987 | Severino Argente Martínez       | Partit Socialista del País Valencià (PSPV-PSOE) |
| 1987-1991 | Pablo Franco Blasco             | Partit Socialista del País Valencià (PSPV-PSOE) |
| 1991-1995 | Salvador Ros Lorente            | Partido Popular (PP)                            |
| 1995-1999 | Salvador Ros Lorente            | Partido Popular (PP)                            |
| 1999-2003 | Salvador Ros Lorente            | Partido Popular (PP)                            |
| 2003-2007 | Salvador Ros Lorente            | Partido Popular (PP)                            |
| 2007-2011 | Vicente Huesca Argente          | Partit Socialista del País Valencià (PSPV-PSOE) |
| 2011-2015 | Estela del Carmen Darocas Marín | Partido Popular (PP)                            |
| 2015-2019 | Estela del Carmen Darocas Marín | Partido Popular (PP)                            |
| 2019-2023 | Estela del Carmen Darocas Marín | Partido Popular (PP)                            |
| 2023-act. | Federico Argente Martínez       | Partido Popular (PP)                            |

## Patrimonio
- Iglesia Parroquial de la Asunción de Nuestra Señora. Reconstruida en el siglo XVIII. Tiene una estructura neoclásica, que se mezcla con una ornamentación rococó. La planta es de cruz latina, con capillas laterales entre los contrafuertes, la cubierta de bóveda de medio cañón, con lunetos y cúpula en el crucero. En el presbiterio tiene un magnífico retablo de madera tallada.

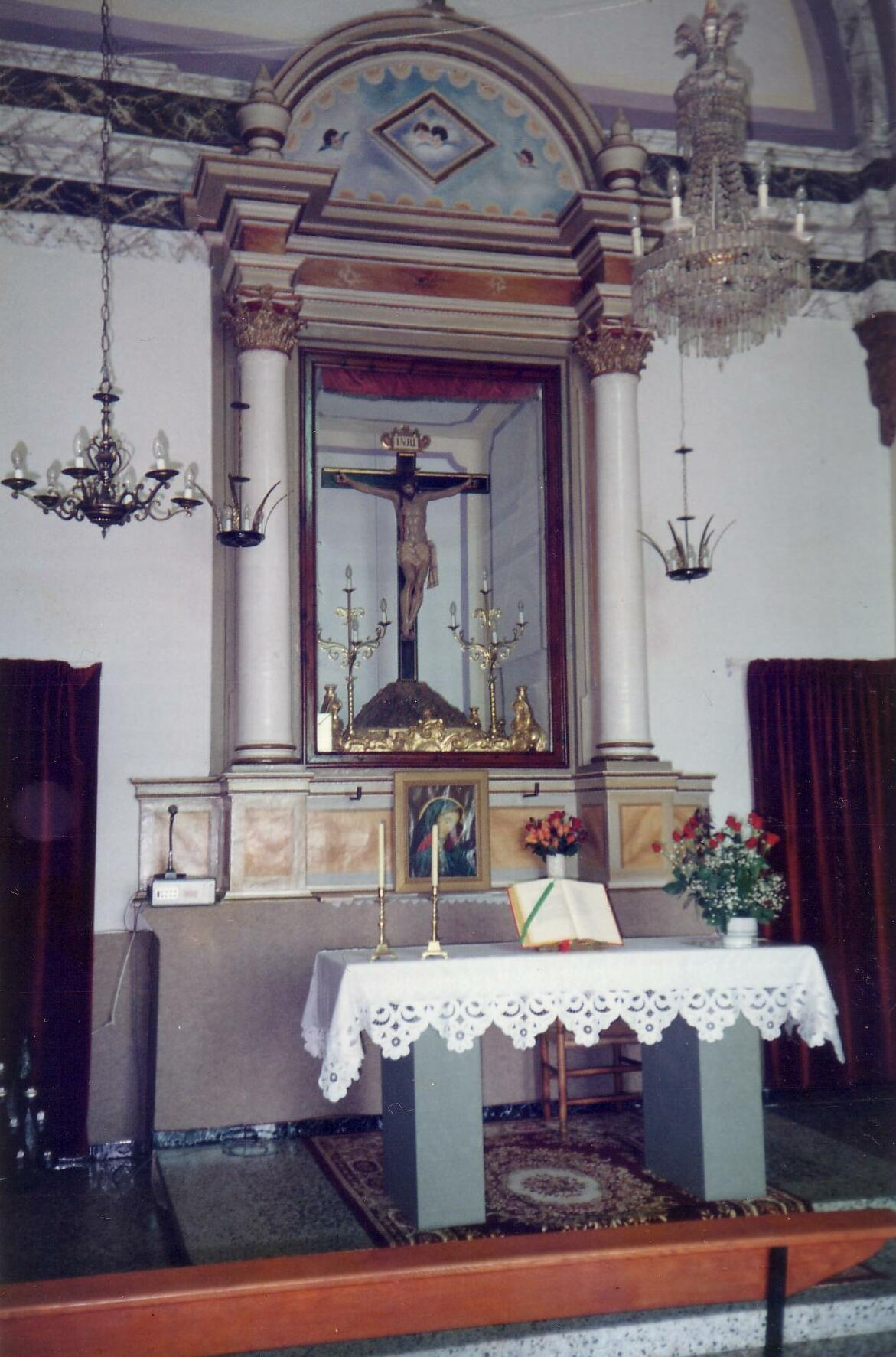
Interior de la ermita del Santísimo Cristo de la Salud

- Ermita del Santísimo Cristo de la Salud. Edificio que data del siglo XVIII, situado al este de la población, en un montículo de una elevación sobre unos 200 m. Fue mandado construir a expensas de Paula Calatayud, esposa de Baltasar Pérez, ambos enterrados en el Templo Parroquial a los pies de la Patrona, la Virgen del Remedio, en su antigua ubicación. Fue ampliado en 1928 e inauguradas las obras el 30 de agosto de 1928. Consta de una sola nave con pilastras, arcos de medio punto y bóveda de cañón en la nave central, sobre un arco tranquil en la sacristía. Tiene espadaña sobre la puerta de entrada. El presbiterio tiene un retablo de estilo neoclásico, en cuya hornacina central queda albergada la imagen prodigiosa del Cristo de La Salud, de gran devoción para los navarresinos/as, y que está elaborada en madera policromada y data de 1940.
- Castillo de Navarrés. Situado en un cerro que domina el pueblo, se encuentran las ruinas de una fortaleza mozárabe, construida sobre un poblado de la Edad del Bronce.
- Peña Sansón. Piedra de Gran tamaño y de forma peculiar. Cuenta la historia que Sansón hizo una apuesta, que consistía en que podría lanzar la piedra con un solo dedo de su mano desde el castillo de Navarrés. En el lugar de la piedra hay una pequeña cueva con un depósito para recoger el agua de lluvia. Actualmente está en desuso, pero antiguamente lo utilizaban los ganaderos para alimentar a su ganado cuando lo pastoreaban.
- Fuente La Marquesa. También denominada Fuente de los 24 chorros, probablemente mandada construir por la tercera Marquesa de Navarrés y quinta Condesa de Almenara Magdalena de Borja (1591-1597). La original fue trasladada y actualmente se encuentra localizada en la plaza del Bario. Ahora se ha construido otra cerca del lugar donde se encontraba la primera fuente en homenaje a la original.
- La Tinaja. Silo para guardar el grano de origen árabe.

### Patrimonio natural
- La Presa de Escalona. Cercano a este punto se encuentran varias cuevas de interés turístico por sus estalactitas y estalagmitas. Recoge agua del río Escalona, afluente del Júcar, y recipiente natural en el que confluyen las aguas del Río Grande, del río Fraile y el Ludey.
- Ceja del Río Grande. Es la ladera del río que transcurre por la carretera que lleva el mismo nombre.
- Los Chorradores. Salto de agua natural rodeado de frondosa vegetación.
- Playamonte. Playa continental rodeada de manatantiales de agua natural.
- El Garrofero. Abrigo montañoso que recoge un conjunto pictórico de arte rupestre levantino de excepcional originalidad.
- La Fuente del Pino. Paraje situado en Selda, con un manantial famoso por la calidad y sabor de su agua.
- La Carrasqueta. Manantial situado también en Selda, junto al Río Grande.

## Cultura

### Fiestas
- San Antón. De esta fiesta, que es celebrada el 17 de enero en todos los pueblos de la comarca, merece destacarse la colaboración ciudadana para hacerla posible, transportando leña para formar una gran hoguera que se monta en la plaza del Bario y siendo quemada al anochecer de la víspera de San Antón. Es tradicional la «torrá» de carnes y embutidos que realizan los vecinos en las brasas de la hoguera, al igual que la bendición del «pan bendito» que posteriormente se reparte por todas las plazas del pueblo. El ayuntamiento tiene instituidos unos premios que otorga a quienes trasportan la mayor «viga» en tres modalidades: a brazo, con caballería o tractor. Se organizan también actividades como: baile popular, reparto de bebidas, tramusos y cacaos o degustación de chocolate para todos los asistentes.
- San Gregorio. Fiesta tradicional celebrada el 12 de marzo en homenaje al patrón del pueblo. Antiguamente, esta festividad consistía en hacer una comida en la plaza principal para todos los pobres de la localidad. En la actualidad, se sigue esta tradición con el reparto de cazuelas de arroz al horno para la población en general. La fiesta concentra un gran número de paraetas (venta ambulante de productos alternativos) para el disfrute de todos los vecinos.
- Punto y apArte. Festival de arte urbano celebrado bienalmente en el que se combinan las artes plásticas y visuales, la música y la gastronomía. Durante un fin de semana, se ofrecen distintas obras artísticas concebidas, en su mayor parte, por la gente del pueblo, así como también varios conciertos callejeros y puntos de interés con actividades en diversos rincones del municipio. En conjunto, se traza así una pequeña ruta que incita a pasear por Navarrés y desplazarse de un punto a otro. Para completar la experiencia, podemos encontrar el “punto de restauración”, donde se montan numerosas mesas y sillas alrededor de un escenario y, a su vez, se colocan diversas gastronetas acompañadas de música en directo.
- Moros y Cristianos
- Semana Cultural y Deportiva. Esta celebración tiene lugar durante la primera semana del mes de agosto y es especialmente diseñada para llenar los días de vacaciones de niños y adultos. Cuenta con actividades de todo tipo: lúdicas, deportivas, educativas, artesanales, musicales, folclore, concursos, competiciones, correfocs, gastronomía, etc. Pretende y consigue que las personas de todas las edades, desde niños a ancianos, cuenten con algún espectáculo o actividad que pueda serles de interés.
- Fiestas Patronales. Se celebran del 8 al 12 de octubre, en Honor al Santísimo Cristo de la Salud y la Virgen del Remedio. Las celebraciones abarcan desde las tradicionales litúrgicas religiosas, hasta las más desenfadadas y lúdicas. Es el propio Ayuntamiento quien programa y subvenciona directamente todas las celebraciones, procurando amalgamar una serie de actos que permitan celebrar con dignidad, variedad y calidad, tan importante celebración local. También se convierte en importante punto de reunión de navarresinos residentes en otros lugares, familiares, vecinos de los pueblos próximos y personas interesadas en conocer los usos y costumbres del pueblo. Entre otras cosas, podría destacarse: las procesiones, las actuaciones musicales, los bailes, los pasacalles y las danzas clásicas. Aunque también hay lugar para exposiciones de artesanía locales y foráneas, ferias artesanales, competiciones deportivas (fútbol, raspall, tenis, ajedrez, etc.), ofrendas de flores, parques infantiles, teatro, fuegos artificiales o concursos gastronómicos. Durante los cinco días de fiesta, Navarrés cuenta con una enorme feria que abarca casi toda la carretera del pueblo y se compone de paraetas (venta ambulante de productos alternativos) y atracciones de todo tipo.
- La Hora El Quijal. Tiene lugar el 1 de noviembre, con motivo del Día de Todos los Santos. Esta fiesta se celebraba antiguamente recorriendo, únicamente los niños, las calles de la población mientras pedían un donativo por las casas del pueblo. Antes las donaciones eran productos agrícolas, en cambio, ahora son donaciones económicas, alimentarias y de otras especies.

### Gastronomía
Entre la gastronomía más importante cabe destacar el arroz al horno, el gazpacho manchego, las gachas, la torta de mezcla (compuesta de embutidos) y diversos caldos como la cazuelica con pencas o el arroz caldós. También son típicos el mojete arriero, la paella valenciana, el puchero y los embutidos artesanos.
Como dulces cabe destacar las orilletas, los mostachones, el brazo gitano (cuyo relleno es de dulce de boniato), las monas (también llamadas popularmente trenas), las galletas cristinas, los rollicos de anís y los dulces con cabello de ángel.
En Navidad son típicos el roscón, los pastisos y el turrón de rosas, elaborado de forma artesanal con palomitas, cacahuetes, almendra y miel. En cualquier panadería u horno del municipio se pueden encontrar todos estos dulces y algunos más realizados de forma artesanal en cualquier época del año.